# Хейворд, Тони
Тони Хейворд (Энтони Брайан Хейворд; англ. Anthony Bryan «Tony» Hayward; р. 21 мая 1957, Слау, Бакингемшир, Великобритания) — британский предприниматель, начал работать в компании BP в 1982 году геологом, занимался поиском и добычей нефти и газа в Великобритании, Франции, Китае, Индонезии, Папуа — Новой Гвинее, Колумбии и Венесуэле. Позднее — казначей группы BP (2000—2002), вице-президент и главный операционный директор по геологоразведке и добыче (2002—2007), генеральный директор BP (2007—2010), член совета директоров ТНК-BP (октябрь 2010 — сентябрь 2011).

## Биография
Энтони Брайан Хейворд родился 21 мая 1957 года в Великобритании. Он был старшим ребёнком в большой семье, учился в школе недалеко от Виндзора, увлекался спортом. Хейворд поступил в Астонский университет в Бирмингеме, потому что «там была хорошая футбольная команда», но во время обучения увлёкся геологией и в 1978 году успешно окончил геологический факультет. В 1982 году он получил учёную степень доктора философии по геологии в Эдинбургском университете. В то время геологи были очень востребованы из-за высоких цен на нефть, поэтому в том же году Хейворд получил приглашения на работу от нескольких нефтяных компаний. Он хотел работать в Mobil, но получив предложение главного геолога British Petroleum Дэвида Дженкинса (англ. David Jenkins), пришёл в BP.

## Карьера

### 1980-е — Первые шаги в BP
С 1982 года Хейворд работал геологом на нефтяной платформе в британском секторе Северного моря. Затем он занимался поиском нефтяных и газовых месторождений в местных отделениях геологоразведки BP во Франции и Китае (в бассейне реки Сицзян), Индонезии, Великобритании и Папуа — Новой Гвинее. В 1988 году, после присоединения к BP активов Britoil, Хейворд отвечал за оценку запасов и разработку стратегии освоения нефтяных месторождений в Северном море.

### 1990-е — Карьерный рост
В 1990 году во время конференции по вопросам лидерства в Финиксе (штат Аризона, США), Хейворда заметил Джон Браун (англ. John Browne), занимавший должность исполнительного директора BP Exploration — главного научно-производственного подразделения компании. Став в 1991 году исполнительным директором BP, Браун назначил его одним из своих помощников. По признанию Хейворда, за 18 месяцев работы помощником у Брауна он узнал больше, чем за всю остальную свою карьеру. В 1995 году Браун возглавил BP, став генеральным директором компании.
В 1992 году Хейворд был назначен менеджером по геологоразведке в Колумбии, где под его руководством были открыты крупные нефтяные месторождения Кусиана и Купиагуа. В сентябре 1995 года он был назначен президентом по нефтедобыче BP в Венесуэле. В августе 1997 года Хейворд вернулся в Лондон, где получил должность директора геологоразведочного отделения BP. В 1999 году он стал вице-президентом BP Amoco Exploration and Production.

### 2000-е — Контракты с российскими компаниями
В 2000 году Хейворд был назначен главным казначеем группы BP. На этом посту он руководил бизнес-активами корпорации, в частности занимался вопросами освоения нефтяных месторождений в Азербайджане. В конце 2002 года Хейворд был назначен исполнительным вице-президентом BP и главным операционным директором по геологоразведке и добыче. При Хейворде было принято решение о продаже семипроцентного пакета акций компании «Лукойл» и покупке, впоследствии перешедшей в активы ТНК-BP дополнительной доли российской компании «РУСИА Петролеум», владеющей лицензией на разработку Ковыктинского месторождения.
Уже в 2003 году Хейворда считали вероятным преемником генерального директора BP Брауна, хотя тот объявил о своей грядущей отставке только летом 2006 года, наметив её на конец 2008 года. Несмотря на хорошие финансовые показатели и рост активов при Брауне, Хейворд в 2006 году выступил с жёсткой критикой политики корпорации в вопросах безопасности и экологии, в том числе в связи со взрывом в Техасе и утечкой нефти на Аляске, а также чрезмерной зависимости от активов в России. Также он критиковал недостаточную гибкость руководства корпорации. В январе 2007 года стало известно о том, что Браун уйдет в отставку с поста генерального директора корпорации, не дожидаясь конца 2008 года, и его место займёт Хейворд.
В мае 2007 года Хейворд возглавил BP. После своего назначения он объявил о намерении «покончить с прошлым», сократив число управленцев высшего звена на 500 человек, увеличив количество инженеров на местах и усовершенствовав организацию работы компании. Хейворд отвёл себе 18 месяцев на исправление положения компании.
В качестве представителя BP Хейворд входил в совет директоров компании ТНК-BP с момента её основания в 2003 году. В данной компании 50 процентов акций принадлежали BP, а другая половина — российскому консорциуму «Альфа-групп», Access Industries и «Реновы» (AAR). Совместная компания обеспечивала около 25 процентов нефтедобычи BP. После назначения Хейворда генеральным директором BP в совете директоров ТНК-BP его место занял новый глава BP Exploration and Production Эндрю Инглис (англ. Andrew Inglis).
В 2007 году «Газпром» предложил ТНК-BP продать газовое месторождение в Ковыкте, договорённость о сделке была достигнута ещё летом 2007 года. Однако «Газпром» решил не выкупать акции у ТНК-BP из-за изменения оценок затрат и желания приобрести не только месторождение, но и долю в самой ТНК-BP, причём как можно дешевле. В апреле 2008 года стало известно о налоговых претензиях к ТНК-BP и проблеме с выдачей виз специалистам BP, что было воспринято как давление на BP. После того как глава ТНК-ВР Роберт Дадли в мае 2008 года признал существование разногласий между российскими и британскими акционерами компании, Хейворд приехал в Москву для участия в годовом собрании «Роснефти» (в которой BP принадлежит небольшая доля акций) и встречи с вице-премьером и председателем совета директоров «Роснефти» Игорем Сечиным и председателем правления ОАО «Газпром» Алексеем Миллером. Хотя премьер-министр России Владимир Путин заявлял, что государство не будет вмешиваться в конфликт акционеров, по мнению экспертов, конфликт искусственно раздувался российским правительством с целью заставить BP продать их долю акций российской стороне. В июле 2008 года главный управляющий директор консорциума AAR Стэн Половец (англ. Stan Polovets) сообщил о том, что российские акционеры готовы выкупить у BP 50 процентов акций ТНК-BP.
30 июня 2008 года Хейворд прокомментировал рекордный рост цен на нефть (с 56,71 доллара за баррель в 2005 году до 143,67 доллара в конце июня 2008 года) заявлением о том, что «эра дешёвых ресурсов» закончилась, и высокие цены на нефть объясняются не спекуляциями на рынке, а темпами добычи полезных ископаемых, отстающими от экономического роста, что подстегнуло рост цен на нефть.

### 2010-е — Авария на буровой платформе и отставка
20 апреля 2010 года в Мексиканском заливе на нефтяной платформе BP Deepwater Horizon произошёл взрыв, в результате которого пропали без вести одиннадцать работников и началась утечка нефти в воды Атлантического океана. В начале мая Хейворд заявил, что компания взяла на себя все работы, связанные с уничтожением нефтяного пятна. BP разными способами пыталась уменьшить последствия экологической катастрофы, и после долгих попыток остановить утечку нефти в начале июня на её месте был установлен особый защитный купол, собирающий нефть в специально оборудованный танкер. Стоимость всех работ к тому времени дошла до 1,4 миллиарда долларов; акции BP на Лондонской фондовой бирже резко опустились в цене и достигли самого низкого показателя за последние 13 лет.
Хейворда критиковали за его действия и неосторожные комментарии, данные прессе в ходе операции по борьбе с последствиями катастрофы в Мексиканском заливе (позже, в октябре 2010 года, ему даже был присуждён «Резиновый додо» — «награда», вручаемая Центром биологического разнообразия «за наибольший вклад в ускорение вымирания биологических видов, находящихся в опасности»). 18 июля 2010 года на посту руководителя операции Хейворда сменил член совета директоров BP Дадли. Как утверждали СМИ, он мог в скором будущем сменить Хейворда на посту генерального директора компании. 27 июля 2010 года в BP объявили о том, что Хейворд уйдёт в отставку, и его место займёт Дадли. В начале августа стало известно, что после отставки Хейворд станет членом совета директоров ТНК-BP. 1 октября 2010 года Хейворд передал Дадли полномочия генерального директора BP и, сменив Инглиса, вошёл в совет директоров ТНК-BP в качестве неисполнительного директора.

### После British Petroleum
В апреле 2011 года в прессе появились сведения, что Хейворд решил заняться собственным бизнесом и создать инвестиционный фонд. СМИ назвали его партнёром финансиста Натаниэля Ротшильда и сообщали, что новый фонд может быть создан на базе принадлежащего Ротшильду фонда Vallar. Совместная инвестиционная фирма получила название Vallares. В сентябре того же года стало известно, что она сольётся с турецкой нефтяной компанией Genel Enerji, получающей большую часть своего сырья в Курдистане. Сделка обошлась партнерам в 2,1 миллиарда долларов, а Хейворд возглавил новую структуру, которая получила название Genel Energy.
В сентябре 2011 года Хейворд покинул совет директоров ТНК-BP, объявив о своём решении продолжить деятельность за пределами компании.
C 2002 года Хейворд являлся неисполнительным, а с 2004 года — старшим неисполнительным директором Corus Group. В 2007 году Хейворд стал неисполнительным директором корпорации Tata Steel, поглотившей Corus Group. Однако уже в 2009 году он покинул корпорацию. C 2000 по 2003 годы он входил в консультативный совет Citibank.
Почётный доктор технологии Университета Роберта Гордона (2013).

## Личная жизнь
Тони Хейворд живёт в Лондоне. Он является почётным президентом Российско-британского общества. Женат на Морин Хейворд (англ. Maureen Hayward). У супругов есть сын Киран и дочь Тара. Хейворд увлекается парусным спортом, футболом, регби и крикетом.

## Мультипликация
В 2010 году, в связи с аварией в Мексиканском заливе, образ Тони Хейворда стал одним из героев мультсериала «Южный парк» (11-я серия 14-й сезон «Енот 2: Послевидение»).